# Christine Cristina
Christine Cristina è un film del 2009 diretto da Stefania Sandrelli. Sceneggiatura della stessa Sandrelli, insieme a Giacomo e Furio Scarpelli e Marco Tiberi (1973-2024).
Il film italiano, opera prima da regista per la Sandrelli, narra la storia di Christine de Pizan.

## Trama
Christine è una donna italiana cresciuta alla corte di Carlo V di Francia e poi abbandonata al suo destino con i due figli dopo la morte del Re. Rifiutata dai nobili a lei vicini, si addentra nei quartieri umili di Parigi e riceve l'ospitalità di una lavandaia e di un menestrello. Quest'ultimo inizia a comporre dei versi con Christine, la quale entra anche in contatto con il prelato Jean Gerson, che la incoraggia a comporre.

## Distribuzione
Il film è stato presentato in anteprima il 19 ottobre 2009 alla Festa del Cinema di Roma ed è uscito nelle sale nel maggio 2010.

## Riconoscimenti
- 2011 - David di Donatello
  - Candidatura Migliore costumi a Nanà Cecchi
  - Candidatura Migliore acconciature a Mauro Tamagnini
  - Candidatura Migliori effetti speciali visivi a Gianluca Dentici
- 2010 - Nastro d'argento
  - Candidatura Migliori costumi a Nanà Cecchi
  - Candidatura Migliore colonna sonora a Pasquale Catalano
- 2010 - Sannio FilmFest
  - Premio Golden Capital - Migliori costumi a Nanà Cecchi
  - Premio Speciale della Giuria a Stefania Sandrelli
- 2010 - Montreal World Film Festival
  - Candidatura Golden Zenith
- 2010 - Bastia Italian Film Festival
  - Candidatura Gran Premio della Giuria